# اچ‌ام‌سی‌اس گرانبی (جی۲۶۴)
اچ‌ام‌سی‌اس گرانبی (جی۲۶۴) (به انگلیسی: HMCS Granby (J264)) یک کشتی است. این کشتی در سال ۱۹۴۲ ساخته شد.